# Drobtinci

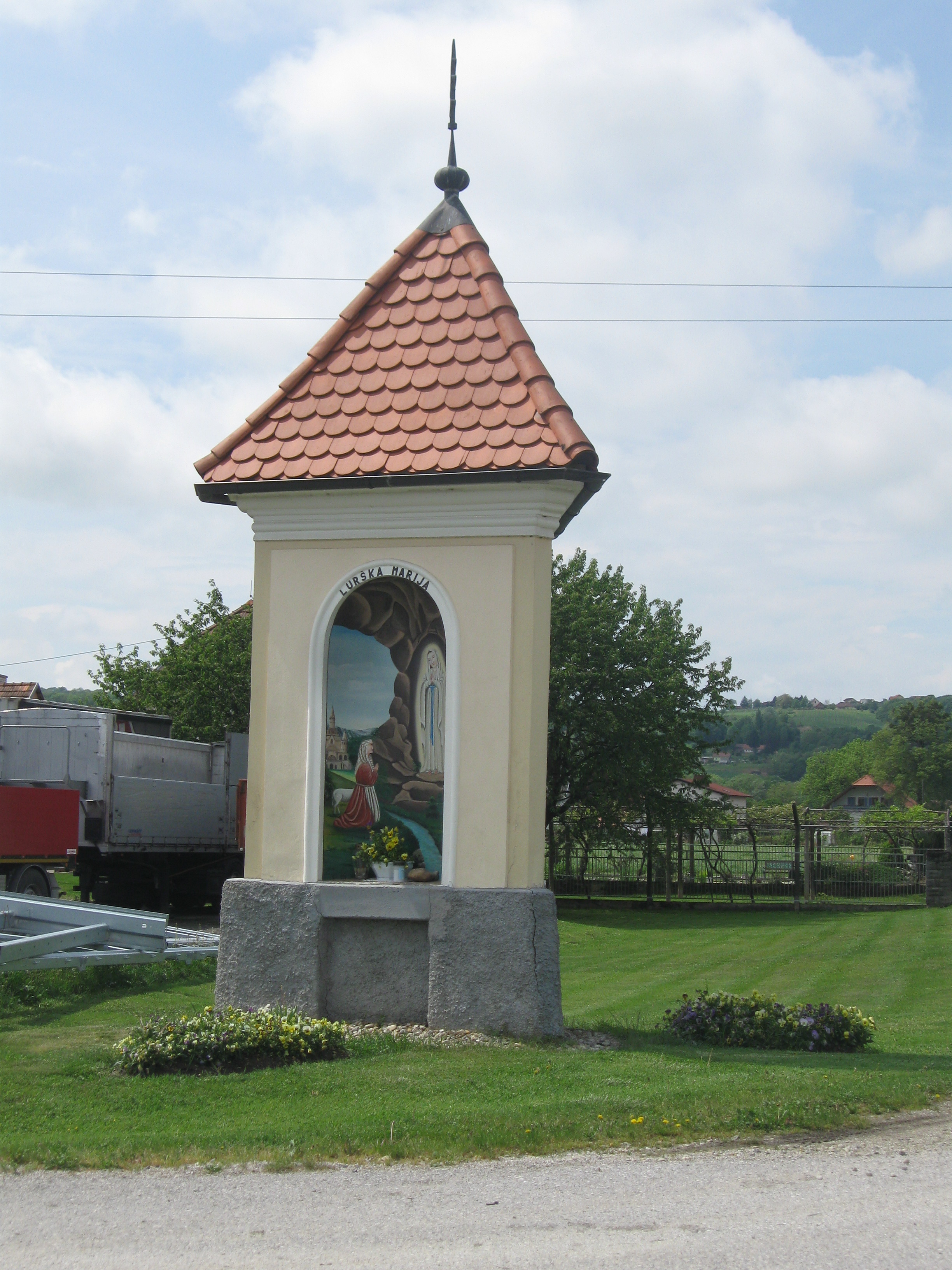
Trikotno znamenje, Drobtinci

Drobtinci je jednou z 21 vesnic, které tvoří občinu Apače ve Slovinsku. Ve vesnici v roce 2002 žilo 129 obyvatel.

## Poloha, popis
Rozkládá se v Pomurském regionu na severovýchodě Slovinska.
Sídlo leží při silnici č. 438, asi 5,5 km západně od Apače, správního centra občiny. Rozloha vesnice je 1,71 km² [zdroj?] a nadmořská výška 229 m. Středem obce směrem na západ protéká Mlinski potok. Asi 3 km severně od obce protéká řeka Mura.